# Scaphirhynchus platorynchus
El esturión nariz de pala (Scaphirhynchus platorynchus) es una especie de pez acipenseriforme de la familia Acipenseridae. Es una pez endémico potamódromo demersal inofensivo para los humanos que se encuentra en las cuencas de los ríos Misisipi y Misuri y sus afluentes en Norteamérica, Estados Unidos, especialmente en el fondo de los canales principales y ensenadas de grandes ríos turbios frecuentemente en aguas corrientes sobre arena, mezcladas con grava y lodo. Incluso se sabe que tuvo una distribución histórica en el río Grande en el estado de Nuevo México.
Es uno de los esturiones más pequeños además de ser de los más abundantes de que se encuentran en los ríos Misisipi y Misuri, pueden llegar a pesar hasta 7 kg. Son similares al esturión pálido además de convivir en el mismo hábitat, Su nombre se debe su hocico aplanado y ancho que se asemeja a una pala o espátula. Suelen alcanzar la madurez sexual a los 5 o 7 años y desovan en la primavera entre abril a junio en ríos grandes, especialmente en zonas de corrientes rápidas y sustratos gruesos a 17 a 21 °C aunque los adultos no desovan todos los años.

## Características
Posee un cuerpo alargado y una cabeza ancha y aplanada con cuatro barbillas con flecos fuertes en la parte inferior del hocico, las bases de las barbillas externas están alineada con o por delante de las barbillas externas mientras que la longitud de las internas es mucho más larga que la mitad de la longitud de las externas. Tienen un espiráculo ausente, un labio superior con cuatro lóbulos que se proyectan anteriormente mientras que el inferior con cuatro lóbulos que se proyectan posteriormente, tienen un ojos pequeños que su diámetro es de 16 a 35 veces mayor que la longitud de la cabeza.
Tiene un cuerpo con filas longitudinales de placas óseas pálidas en lugar de escamas que convergen al pedúnculo caudal completamente acorazado y delgado, posee de 13 a 19 placas dorsales, de 7 a 11 placas posteriores a la base de la aleta anal, de 23 a 31 placas laterales anteriores al origen de la aleta dorsal. Tiene dentículos aislados que se encuentran en la piel entre los escudos dorsales y laterales mientras que los escudos ventrales posee menos.
Está completamente cubierto de placas similares a una armadura mientras que el lóbulo superior de la aleta caudal es alargado y similar al de un tiburón, excepto que en los individuos más jóvenes tiene un largo hilo filamentoso. Este hilo suele faltar en los individuos mayores. Tiene un color más oscuro de canela a gris o amarillo, madura a una edad más temprana que las otras dos especies del género Scaphirhynchus y, por lo tanto, está sujeto a menos años de presión pesquera antes de alcanzar la madurez y poder reproducirse. Se alimenta principalmente de larvas de insectos acuáticos, especialmente efímeras excavadoras, larvas de tricópteros y de mosquitos, gusanos y crustáceos.

## Conservación
Esta especie está amenazada por las temperaturas fluviales superiores a 26 °C, que pueden afectar el crecimiento y la supervivencia de las etapas de vida de los jóvenes, las presas que dificultan el movimiento durante las inundaciones primaverales, la pérdida de hábitats insulares críticos en el centro del canal, que podrían ser importantes zonas de cría y el aumento de la presión de captura para el comercio de caviar. Actualmente está incluido el Apéndice II de las CITES.